# Хартман, Артур
А́ртур Адэр Ха́ртман (англ. Arthur Adair Hartman; 12 марта 1926, Нью-Йорк — 16 марта 2015, Вашингтон) — американский дипломат, посол США во Франции при Д. Картере и посол США в СССР при Р. Рейгане.
Член Совета по международным отношениям, Американской дипломатической академии, Французского американского фонда, консультативного совета Брукингского института.

## Биография
В 1944—1946 годах служил в армейской авиации США.
Окончил Гарвардский университет (1947) и одновременно со службой в Госдепартаменте в 1947—1948 годах слушатель Гарвардской школы права. Работал в европейской администрации «Плана Маршалла», затем много лет в Государственном департаменте.
В 1974—1977 годах помощник госсекретаря США по делам Европы.
В 1977—1981 годах посол США во Франции.
В 1981—1987 годах посол США в СССР.
Поддерживал Джона Керри на президентских выборах в США 2004 года.
Награждён орденом Почётного легиона (2004).
Скончался 16 марта 2015 года в округе Колумбия в возрасте 89 лет.